# Chiloporter eatoni
Chiloporter eatoni es una especie de insecto del orden Ephemeroptera, familia Ameletopsidae. Se encuentra en Argentina y Chile.

## Distribución
Habita en Argentina y Chile. En este último país se distribuye en las regiones del Maule, del Ñuble, de la Araucanía, de Los Ríos, de Los Lagos y de Aysén del General Carlos Ibáñez del Campo.